# معن زيادة
معن زيادة (1938 - 1997)، مفكر ومناضل، وأستاذ جامعي، ترأس قسم الفلسفة في كلية الآداب بالجامعة اللبنانية. كما ترأس تحرير مجلة الفكر العربي وتحرير «الموسوعة الفلسفية العربية». 

## مسيرته
ولد في طرابلس الشام بحي الحدادين. درس في مدارسها، ولم يكن تجاوز العاشرة حين شهد أرتال النازحين الفلسطينيين تصل إلى طرابلس بعد نكبة 1948، فيقيمون في المدارس والمساجد. وقد رأى أولئك الفلسطينيين الذين أسكنوا في جامع طينال الأثري. فأثر مشهدهم في نفسه، وأدرك وهو الحدث شدة معاناة من يجير على ترك وطنه، فبقيت الصورة في مخيلته وكانت دافعاً له للانخراط في النضال حتى وفاته.
بدأ اهتمامه بالحياة السياسية والأفكار الوطنية منذ مرحلة الدراسة المتوسطة، حسبما يذكر في مذكراته «الفصول الأربعة»: «في المرحلة التكميلية (المتوسطة) بدأت الأفكار السياسية تغزو العقول الصغيرة شيئاً فشيئاً، بدأنا نسمع بحزب البعث العربي الاشتراكي، وحركة القوميين العرب والحزب القومي السوري الاجتماعي، بدأنا نسمع عن الصهيونية والشيوعية وغيرها…».
شارك في النشاطات الطلابية من إضرابات ومظاهرات دعماً للقضيتين الفلسطينية والجزائرية. وفي سن السادسة عشرة كان من بين ثلاثة شكلوا أول حلقة لحركة القوميين العرب في طرابلس. وبين عام 1956 الذي شهد العدوان الثلاثي على مصر، واندلاع حرب التحرير الجزائرية وعام 1958 الذي شهد الوحدة بين سوريا ومصر، كما شهد الثورة على حكومة رئيس الجمهورية كميل شمعون التي اختارت الانحياز إلى حلف بغداد، شغله العمل الحزبي حتى كاد أن ينسى درسه، بل أن العمل الحزبي وتوزيع المنشورات ضد الرئيس شمعون عرضه للسجن لمدة ثلاثة أشهر في صيف 1958. وفي سجن الرمل في بيروت التقى برفاق حزبيين من بينهم محسن إبراهيم الذي صار مفكراً وسياسياً مرموقاً. فجعل الرفاق من السجن خلية نضالية، وقد زادت تجربته في المعتقل وخبرته وسرعت في نضجه.
غادر إلى القاهرة في أواخر عام 1958 للالتحاق بجامعتها. فانتسب إلى قسم الفلسفة. فكان اختياره لمادة التخصص يدل على ميوله في التعمق بالأفكار. وصار صديقاً لأساتذته الكبار، أمثال زكريا إبراهيم وفؤاد زكريا. ولم يبتعد عن العمل السياسي والحزبي، فقد وجد في القاهرة رفاقاً من سائر الأقطار العربية، فصار مسؤولاً في حركة القوميين العرب ومن بين رفاق الحركة قحطان الشعبي الذي أصبح في ما بعد أول رئيس للجمهورية في اليمن بعد الاستقلال.
بالرغم من تفوقه في الدراسة، فإن تحصيله العلمي لم يمنعه من العمل، فقدم برنامجاً سياسياً في إذاعة صوت العرب، وأصبح مراسلاً لجريدة الحرية الناطقة باسم حركة القوميين العرب. وخلال سنوات دراسته الأربع كون العديد من الصداقات مع أدباء ومفكرين من أمثال نجيب محفوظ ومحمود تيمور، وأحمد عبد المعطي حجازي وصلاح عبد الصبور فضلاً عن الصحافيين من أمثال رجاء النقاش ومفيد فوزي والفنانين من أمثال جورج البهجوري ورجائي وغيرهم الكثير ممن احتفظ بصداقتهم طوال حياته.
بعد عودته إلى لبنان عام 1962، أصبح محاضراً في قسم الفلسفة في جامعة بيروت العربية الفتية، واستمر في العمل الصحافي فكان مسؤولاً عن القسم الثقافي في جريدة الحرية وكاتباً في جريدة المحرر وناشراً للمقالات في مجلة الآداب. وتابع عمله السياسي كمسؤول في حركة القوميين العرب.
لم ينس مدينته طرابلس، بالرغم من إقامته في بيروت، فنظم خلال سنوات 1962-1964 برنامجاً للمحاضرات، وبفضل صداقاته الكثيرة للأدباء والمفكرين والكتاب، استقبل النادي الثقافي العربي في طرابلس محمود تيمور، وزكي نجيب محمود، وصديقه في النضال والكتابة غسان كنفاني، والشاعر القروي وتوفيق يوسف عواد وغيرهم الكثير.
بهذا الصدد يقول الدكتور هاشم أيوبي، عميد كلية الفنون في الجامعة اللبنانية: «كان معن زيادة يدعو مفكرين وشعراء معروفين ليحاضروا في طرابلس. وعن طريقه تعرفنا إلى الكثير منهم. هكذا تعرفنا إلى الشاعر القروي وسمعناه مباشرة للمرة الأولى في أمسية من أحلى الأمسيات التي ما زالت عالقة في ذاكرتي، مقترنة بالشاعر القروي وبمعن زيادة وبذكرى لا تنسى، فقد امتدت الأمسية إلى وقت متأخر، ولم نجد نحن أبناء القرى المجاورة سيارات تنقلنا إلى قرانا، فبات من له أقرباء في المدينة عند أقربائه، واضطر البعض الآخر وأنا منهم إلى الذهاب مشياً تلك الليلة إلى بيوتنا، وكانت تضحية اعتبرناها في سبيل الشعر».
حصل عام 1965 على منحتين دراسيتين واحدة من إسبانيا وأخرى من كندا، وقد نصحه صديقه حسن صعب بالتوجه إلى كندا لأن جامعة مكغيل في مونتريال، هي واحدة من أهم جامعات أميركا الشمالية، فغادر في أواخر صيف السنة المذكورة للالتحاق بمعهد الدراسات الإسلامية في ماغييل لتحضير شهادة الدكتوراه. وقد شعر عند وصوله بالألم، كما ذكر في الفصول الأربعة، بسبب ما أدركه من فارق بين تقدم هذا البلد وبين أحوال العالم العربي.
أمضى في مونتريال سبع سنوات، شغلها بالدراسة والنشاط والكتابة والعمل السياسي. فبالإضافة إلى تحضيره دكتوراه في فلسفة ابن باجة الأندلسي، أصبح عضواً في الهيئة التنفيذية لمنظمة الطلبة العرب في أميركا الشمالية التي كانت شديدة التأثير في تلك الآونة، وأصبح رئيساً لتحرير مجلتها. وبسبب دوره في المنظمة زار العديد من المدن الكبرى في الولايات المتحدة الأميركية لحضور مؤتمرات المنظمة وإلقاء المحاضرات. وبعد عام 1967 أصبح مسؤولاً في الجبهة الديمقراطية لتحرير فلسطين فكان يتنقل بين أميركا وأوروبا بصفته مسؤولاً في التنظيم الخارجي للجبهة.
رجع إلى لبنان عام 1972، لينضم إلى هيئة التدريس في قسم الفلسفة في كلية الآداب بالجامعة اللبنانية، وكان يشغل منصب رئيس القسم آنذاك الدكتور كمال يوسف الحاج الذي لم يفكر أحد بمنافسته على هذا المنصب، إلا أن معن استطاع عام 1974 أن ينتزع منه الرئاسة في معركة تعدت أصداؤها جدران الجامعة واستمر في الرئاسة لعشر سنوات متواصلة.
خلال سنوات التدريس الجامعي أثبت حضوره الأكاديمي، كما أثبت حضوره في الحياة الثقافية في بيروت من خلال عضويته في النادي الثقافي العربي، ومن خلال مشاركته في تأسيس دار الندوة لاحقاً. وبعد أن اندلعت الحرب في لبنان شارك في العديد من لقاءات الحوار الهادفة إلى تقريب وجهات النظر بين الأطراف اللبنانيين. وفي عام 1977 بعد أن توقفت حرب السنتين نظم في النادي الثقافي العربي سلسلة من المحاضرات من أجل التأكيد على وحدة الثقافة. وقد صدرت المحاضرات في كتاب تحت عنوان «لبنان الحضارة الواحدة».
إذا كان معن زيادة قد قلص نشاطه السياسي خصوصاً بعد انفجار الأحداث في لبنان التي لم يجد لنفسه مكاناً فيها رافضاً منطق الحرب والاقتتال. فإنه ركز على دوره الأكاديمي كأستاذ وباحث، وكمفكر مدافع عن قضايا العروبة والحرية والتقدم.
عمل باحثاً في معهد الإنماء العربي، وتسلم رئاسته لفترة من الوقت. ثم عمل رئيساً لتحرير مجلة الفكر العربي التي تصدر عن المعهد المذكور. أما العمل الكبير الذي بدأه في مطلع الثمانينات واستمر في رعايته حتى وفاته فهو رئاسته لتحرير الموسوعة الفلسفية العربية التي صدر الجزء الأول منها عام 1986 والجزء الثاني في 1988، أما الجزء الثالث والأخير فقد تأخر إلى سنة 1997 وهي السنة التي توفي فيها. والموسوعة الفلسفية العربية هي إنجاز ضخم، تمكن من إتمام العمل فيها بسبب صداقته الواسعة مع الباحثين والمفكرين العرب من كافة الأقطار، فقد شارك في تحريرها عشرات من الأساتذة العاملين في حقل الفلسفة. قسمت هذه الموسوعة إلى ثلاثة أجزاء: المصطلحات والمفاهيم، المدارس والمذاهب في مجلدين، وأعلام الفكر الإنساني. وتجاوز عدد صفحات الموسوعة الثلاثة آلاف صفحة.
داهمه المرض ولم يكن يتجاوز سن الخمسين، فلم يقعده مرض عضال عن متابعة العمل والسفر وحضور المؤتمرات ومواصلة إنجاز مشروعه في الموسوعة الفلسفية. وحين استبد به المرض آثر أن يتابع العلاج في كندا، إلا أن ذلك لم يمنعه من تأسيس مشروع ثقافي، فكان يستقبل المحاضرين العرب في مكتبة الشرق الأوسط في مونتريال.
عاد معن زيادة إلى لبنان في آذار 1997 بعد أن أعياه المرض، وكان قد بدأ بكتابة مذكراته التي لم يستطع أن يكملها. وفي شهر آذار أقامت دار الندوة لقاء معه حضره العديد من المفكرين والكتاب والأصدقاء فرحب به المفكر منح الصلح الذي قال «انتمى معن منذ البدء إلى الحلم الوطني والقومي الإنساني». ورد بكلمة معبرة «أشعر أنني وقضية فلسطين متماهيان.. تخلى الأطباء عن مرضي الأساسي على أنه لا أمل من معالجته وصبوا اهتمامهم على الأعراض الجانبية الناتجة عن المرض وهي كثيرة.. والسلطة التنفيذية والقيادات العربية تفرط في هذه الاهتمامات الفرعية عن غير وعي. وفي الكثير من الحالات عن وعي وهذا أخطر وأفدح». رافقت قضية فلسطين معن زيادة منذ الطفولة وحتى الوفاة. ولم تغب عن باله في أشد لحظات معاناته ومرضه.

## مؤلفاته
كان معن زيادة استاذاً متخصصاً بالفلسفة الإسلامية. أنجز أطروحة عن فلسفة ابن باجة الأندلسي، وقد نشر وحقق نصين من مؤلفات هذا الفيلسوف: 
- «تدبير المتوحد»، دار الفكر، بيروت، 1977.
- «السماع الطبيعي»، دار الفكر، بيروت، 1978.

كما نشر دراسة عن فلسفة ابن باجة تحت عنوان: «الحركة من الطبيعة إلى ما بعد الطبيعة». دار اقرأ، بيروت، 1985.
في إطار اهتمامه بالفلسفة الإسلامية حقق مع رضوان السيد كتاب من الفكر المعتزلي: «مسائل الخلاف بين البصريين والبغداديين للنيسابوري»، معهد الإنماء العربي، بيروت. كما ترجم إلى العربية مع رضوان السيد، كتاب: «مفهوم الحرية في الإسلام»، لفرانز روزنتال، معهد الإنماء العربي، بيروت.
وسّع معن زيادة مجالات بحثه فانصرف إلى الاهتمام بالفكر العربي الحديث في عصر النهضة، فحقق ونشر كتاب المفكر النهضوي خير الدين التونسي: «أقوم المسالك في معرفة أحوال الممالك». دار الطليعة، بيروت، 1978. كتب معن زيادة دراسة وضع فيها أفكاره وتطلعاته حول حاضر العرب ومستقبله، نشرها سلسلة عالم المعرفة، الكويت، العدد 115، تموز 1987، تحت عنوان: «معالم على طريق تحديث الفكر العربي».
في إطار انشغاله بالفكر القومي العربي أشرف على إصدار مجموعة من الدراسات صدرت في جزئين وآخر ما كتبه كانت مذكراته التي صدرت بعد وفاته والتي اختار لها عنواناً: «الفصول الأربعة»، منشورات دار رياض الريس، بيروت، 1999.

## وفاته
مات معن زيادة وحزن يكتنفه لما آلت إليه البلاد العربية.. مريضاً بمستشفاه في الجامعة الأميركية في 14 أيار 1997. ودفن في ذكرى نكبة فلسطين التي شغلته في 15 أيار.